# Commanderie de L'Ormeteau
La commanderie Saint-Jean de l'Ormeteau était une commanderie templière, puis revient aux Hospitaliers de l'ordre de Saint-Jean de Jérusalem lors de la dévolution des biens de l'ordre du Temple. Elle est située sur l'actuel territoire communal de Reuilly, dans le département de l'Indre, en région Centre-Val de Loire. Elle fut agrandie en 1457 par les Hospitaliers, puis rénovée au cours du XVIIIe siècle. C'est une propriété de Dominique, ancien grand hospitalier de l'Ordre souverain militaire et hospitalier de Saint-Jean de Jérusalem, de Rhodes et de Malte,et Pascale de La Rochefoucauld-Montbel, de la Maison de La Rochefoucauld.

## Historique
Établie en 1136[réf. nécessaire] par l'ordre du Temple, désignée à l'époque sous le vocable Domus Templi de Ulmo Tyaudi, puis Ulmo Tiaudi, et Lomethiaut, à la suite de la réception d'un privilège attribué par l'évêque de Bourges, divers dons faits par les seigneurs locaux entre 1157 et la fin du XIIIe siècle permirent à la commanderie de se développer rapidement.
Après 1312, elle fut dévolue aux Hospitaliers de l'ordre de Saint-Jean de Jérusalem, désignée alors La Commanderie-Saint-Jean-de-l’Ormeteau. En 1429, les Anglais occupaient Lormeteau, Ardelon et Mennetou-sur-Cher. Après les destructions engendrées lors de la guerre de Cent Ans, le commandeur Jean de Marcenac obtint en 1457 du roi Charles VII l’autorisation de relever les fortifications. Les fenêtres furent ensuite ouvertes à la Renaissance.
Le dernier commandeur, Savary de Lancosme, a quitté l'Ormeteau en 1790.
Le château (façades et toitures) est inscrit au titre des monuments historiques par arrêté du 12 octobre 1972.

### Commandeurs templiers
| Nom du commandeur                      | Nom latin (preceptor)       | Période    |
| -------------------------------------- | --------------------------- | ---------- |
| fr. Hugues Rufus de Beaugency          |                             | 1154       |
| fr. André de Saint-Benoît              |                             | c.1160     |
| fr. Hugues Rufus de Beaugency          | Hugo Rufus Baugenciaco      | 1169       |
| fr. André de Saint-Benoît              | Andreas de Sancto Benedicto | 1178,      |
| fr. Geoffrey                           | Gaufridus                   | 1182, 1186 |
| fr. Simon de Tramis                    | Simone de Tramis            | ? - 1196   |
| fr. Étienne Enchais                    | Stephanus Enchais           | 1196 - ?   |
| fr. Sauvage                            | Salvagius                   | ? - 1201,  |
| fr. Guillaume de Ressun                | Guillelmus de Ressun        | 1202       |
| fr. Eudes de Charny                    | Odo de Charni               | 1202       |
| fr. Eudes Mancius                      | Odo Mancius                 | 1205       |
| fr. Robert de Camville ou de Chanville | Robertus de Chanville       | 1207       |
| fr....                                 | Adeume                      | 1217       |
| Fr. Herbert                            | Herbertus                   | 1224       |
| fr. Gérard de Acquoy                   | Girardus, G. de Acoyo       | 1225, 1230 |
| fr. Guillaume                          | Guillelmus                  | 1249       |
| fr....                                 | Peans                       | 1254       |
| fr. Imbert de Pavent                   |                             | 1263       |
| fr. Roger de Vendat                    | Rogerius de Vendac          | 1283,      |
| fr. Jean Pilet                         | Johannes Pilotus            | 1286,      |
| fr. Pierre d'Albon                     | Petrus de Albone            | c.1289,    |
| fr. Jean Pilet                         |                             | 1299       |
| fr. Pierre de Madic († 1303)           | Petrus de Madic             | 1299,      |
| fr. Barthélemi de Pratemi              | Bartholomaeus de Pratemi    | c.1304,    |

### Commandeurs hospitaliers
| Nom du commandeur               | Dates     |
| ------------------------------- | --------- |
| Raymond Giraud                  | 1328      |
| Hugues de la Tour               | 1385      |
| Jean Griveau (ou Grivel)        | 1397      |
| Renaud de Bressolles            | 1419      |
| Jean de Chevenon de Bigny       | 1423      |
| Jean de Mercenat                | 1446      |
| Amanion de Bigny                | 1489      |
| Pierre de Breuillebault         | 1507      |
| Aymar du Puy                    | 1521      |
| Hemery des Ruyaux               | 1536      |
| Etienne de Fraisgne             | 1555      |
| Gilbert des Serpents            | 1559-1565 |
| Marc de la Goutte               | 1576      |
| Edmond de Chaste                | 1589      |
| François de Bethoulat           | 1608      |
| Sébastien de Bethoulat          | 1611      |
| Jean de Marlat                  | 1623      |
| François de Crémaux             | 1637      |
| Jean de Fay de la Tour Maubourg | 1643      |
| Claude de Montagnac             | 1658      |
| Jean de Forsat                  | 1663      |
| Guillerot de Langot             | 1667      |
| Alexandre de Chevrière de Tanay | 1670      |
| César de Grollée-Vireville      | 1681      |
| Gabriel du Closel               | 1684      |
| François du Peyroux de Mazières | 1690      |
| Philibert du Saillant           | 1719      |
| Savary de Lancosme              | 1775-1790 |

## Description
Les bâtiments qui subsistent de nos jours sont composés d'un quadrilatère flanqué de quatre tours d'angles de diamètres différents, avec des couvertures en poivrière. Au sud, une tour carrée abrite un escalier. Un peu plus loin se dresse le pigeonnier reconstruit au XIXe siècle. L'emplacement des fondations de la chapelle est encore visible, ainsi que différents vestiges.
On accédait à l'étage habitable par une échelle jusqu'en 1400, puis par un escalier extérieur. Le dessus de la porte principale porte les écus des rois de France, de saint Jean de Jérusalem et du commandeur hospitalier de Marcenac. Une prison fut installée au début du XVIIe siècle dans une des tours.
La commanderie possédait un four à chaux, près de la Motte à Preuilly, et deux tuileries.

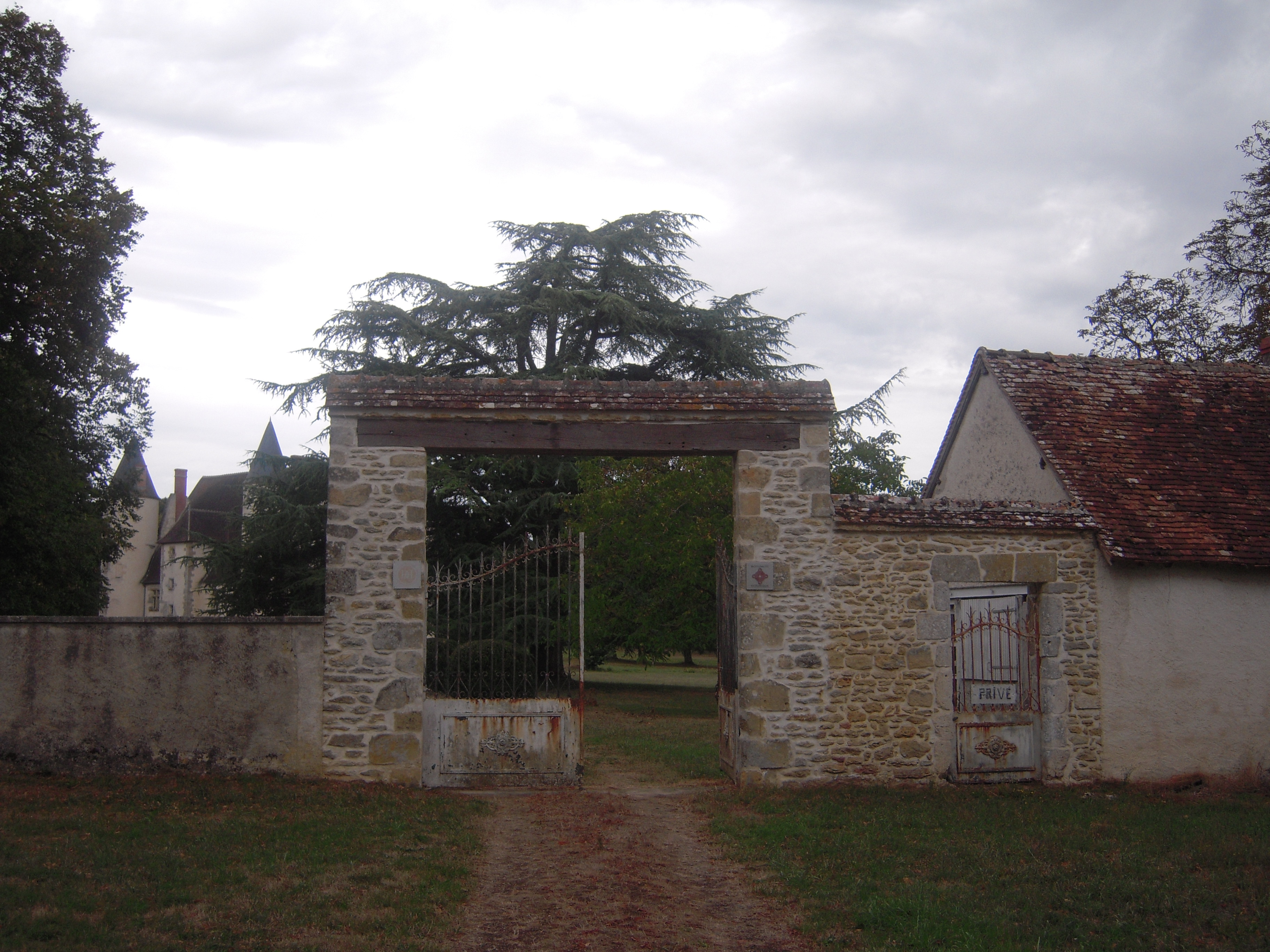
Porche de l'entrée Est.
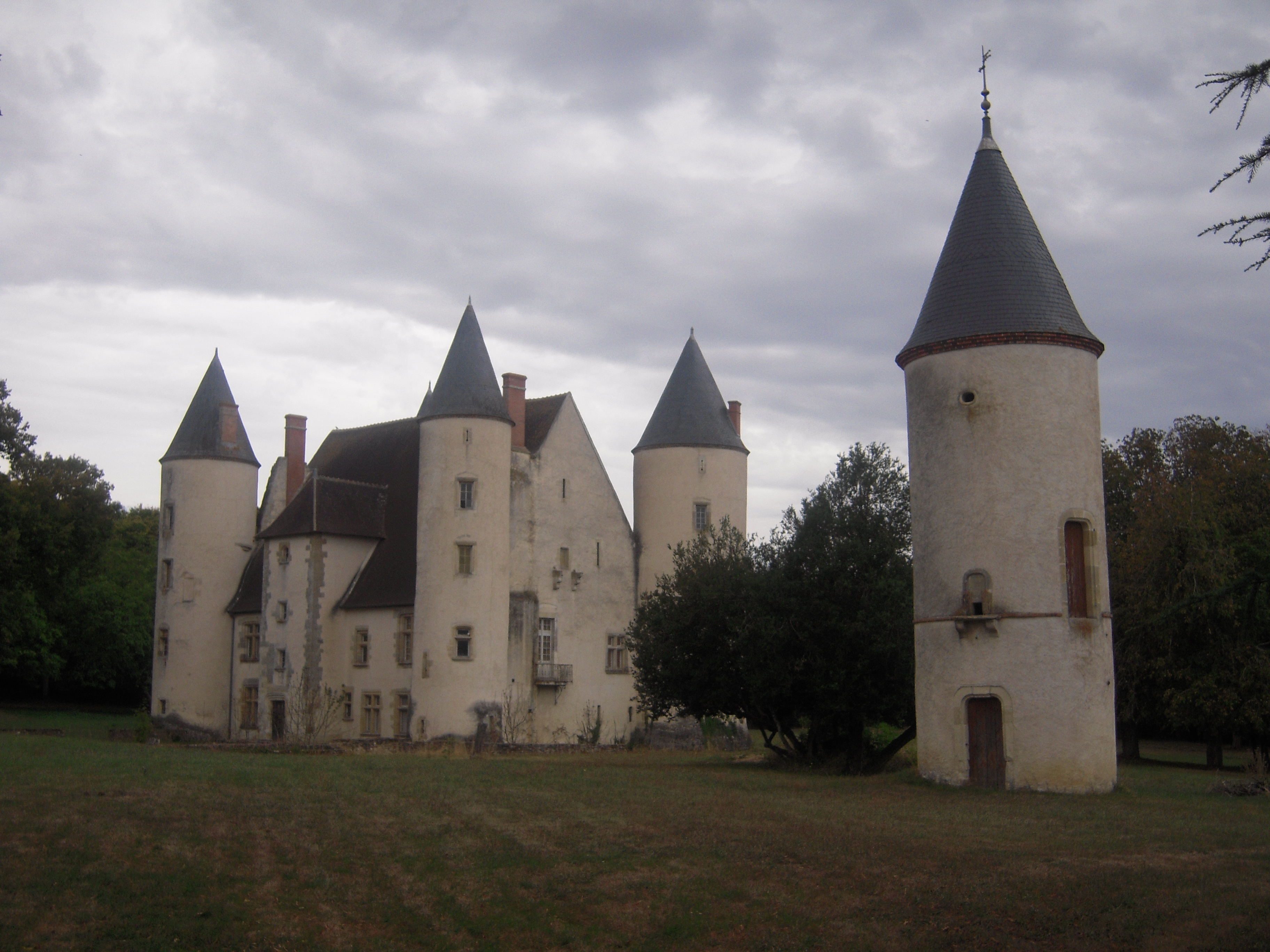
Château et pigeonnier du XIXe siècle au premier plan.
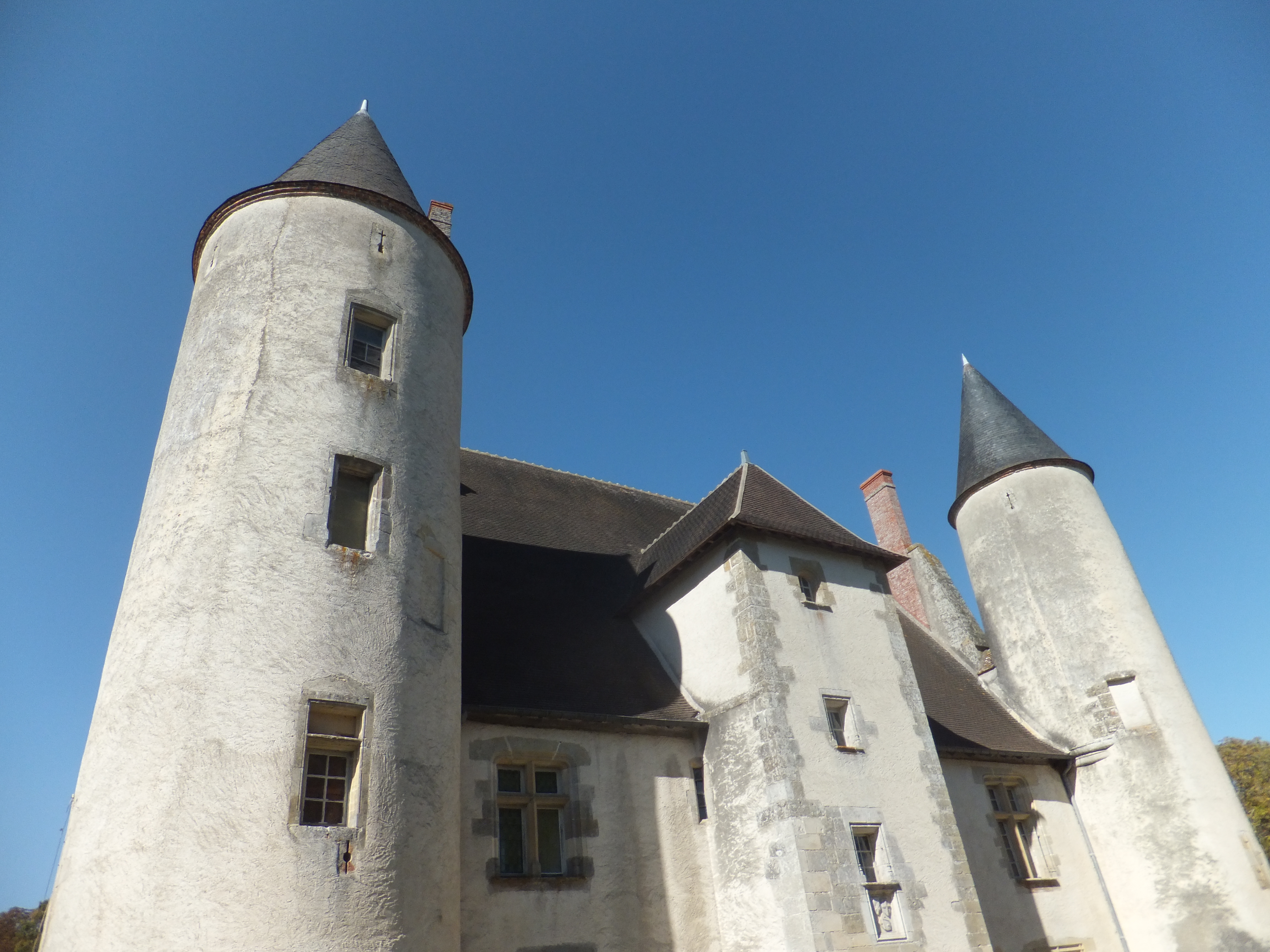
Façade Sud.
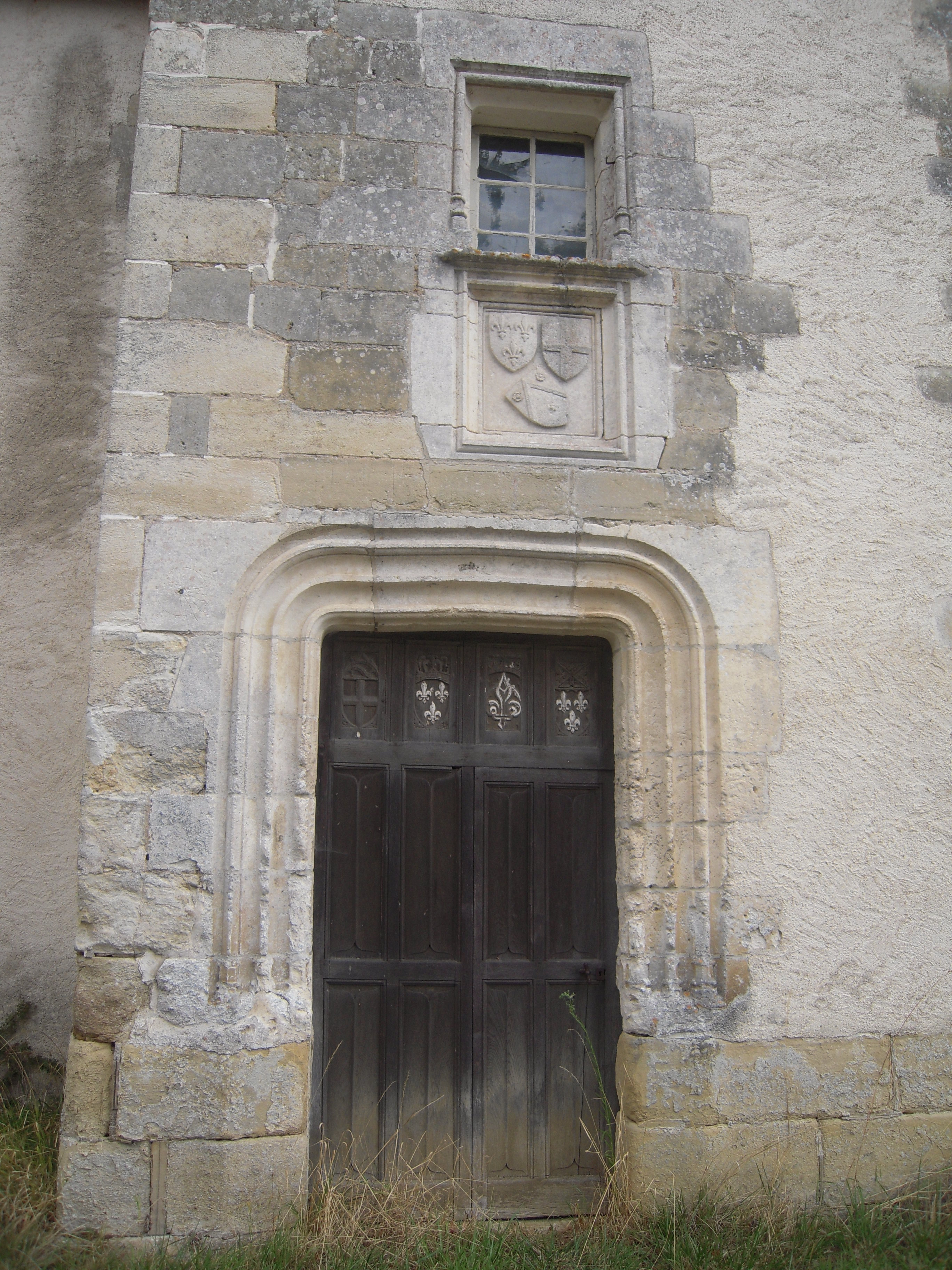
Ecus des rois de France, de saint-Jean de Jérusalem et du commandeur hospitalier de Marcenac.
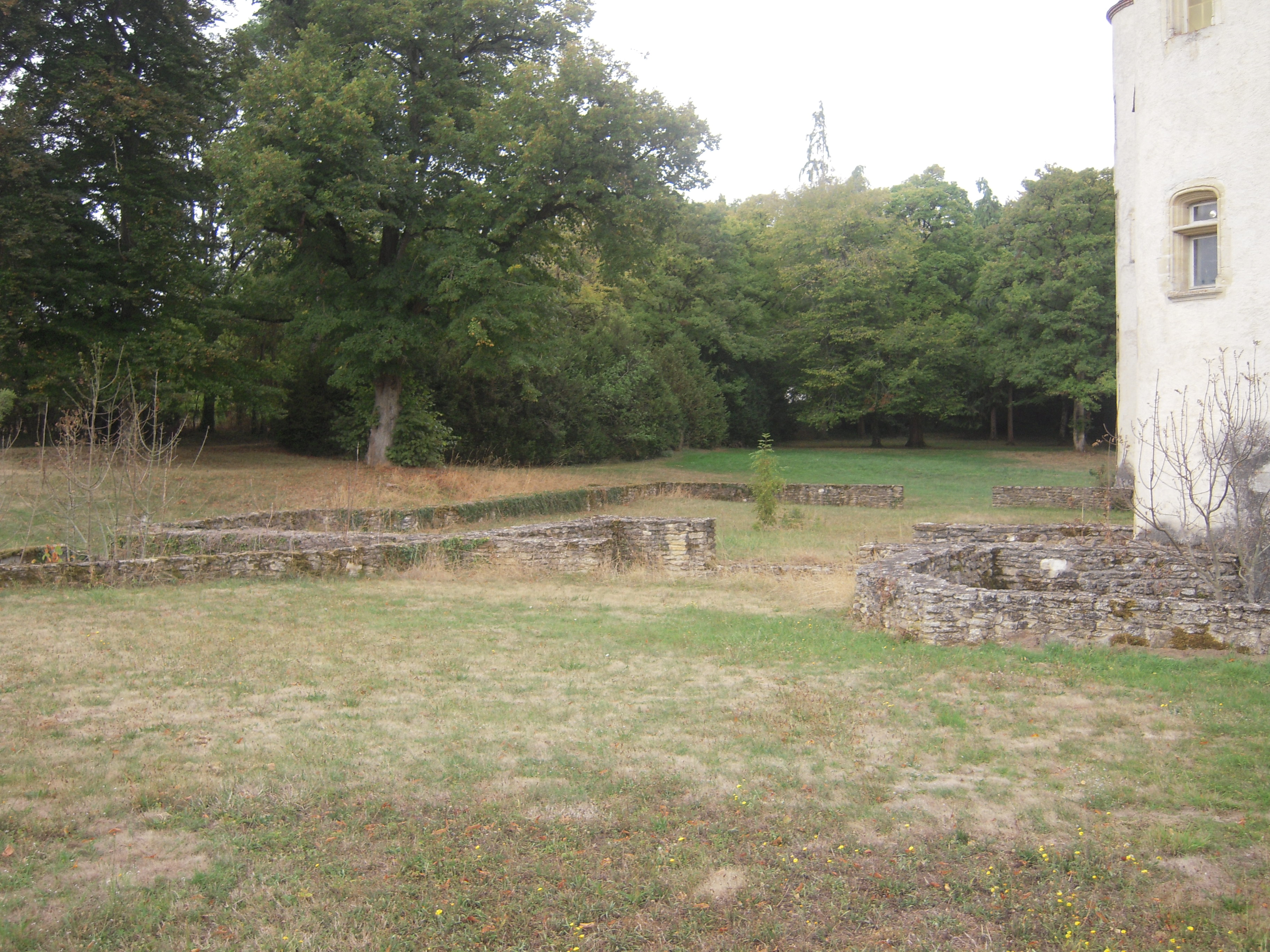
Restes de fondations de la chapelle, dans le prolongement Sud du château.
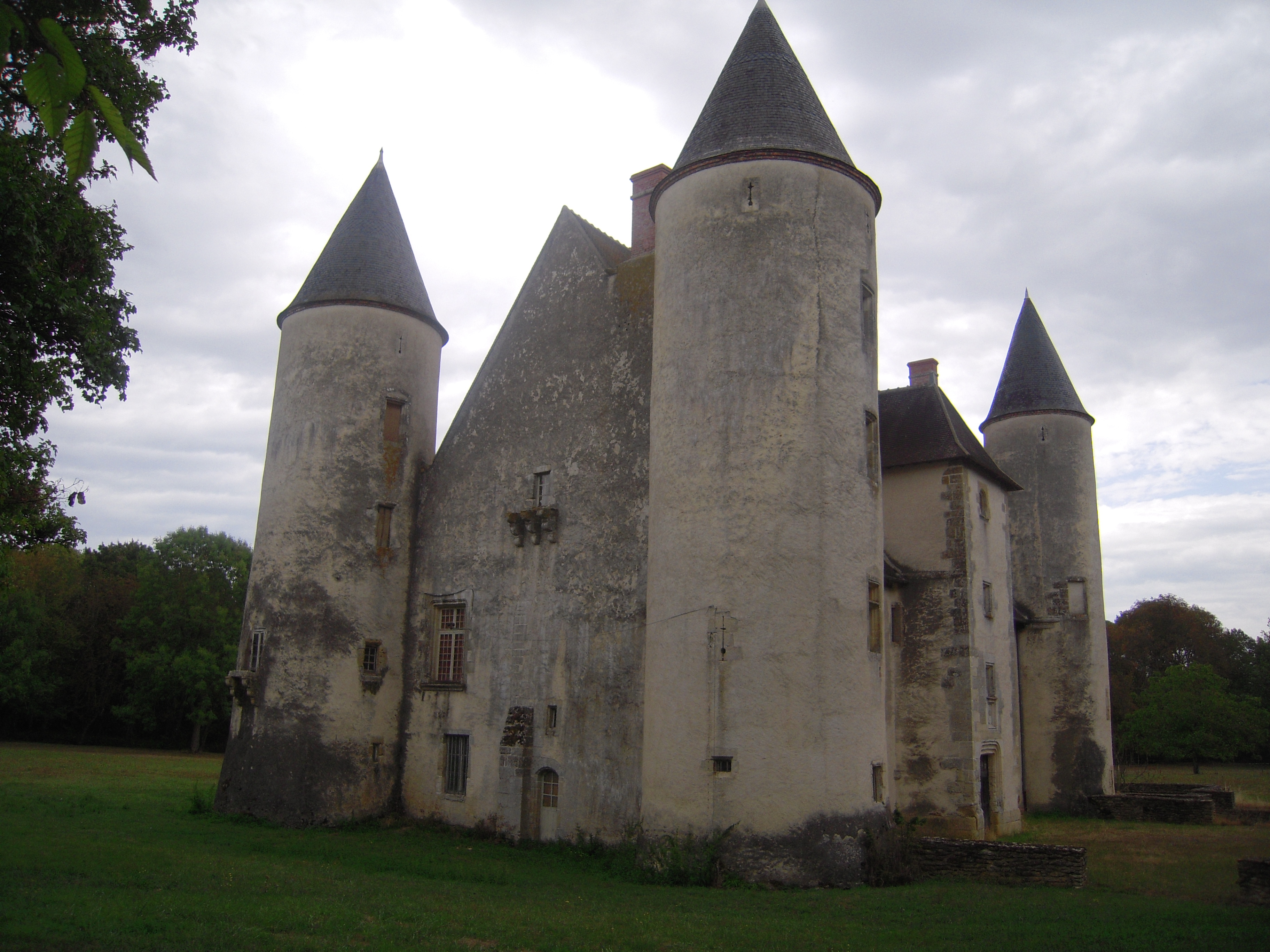
Tours Ouest du château.
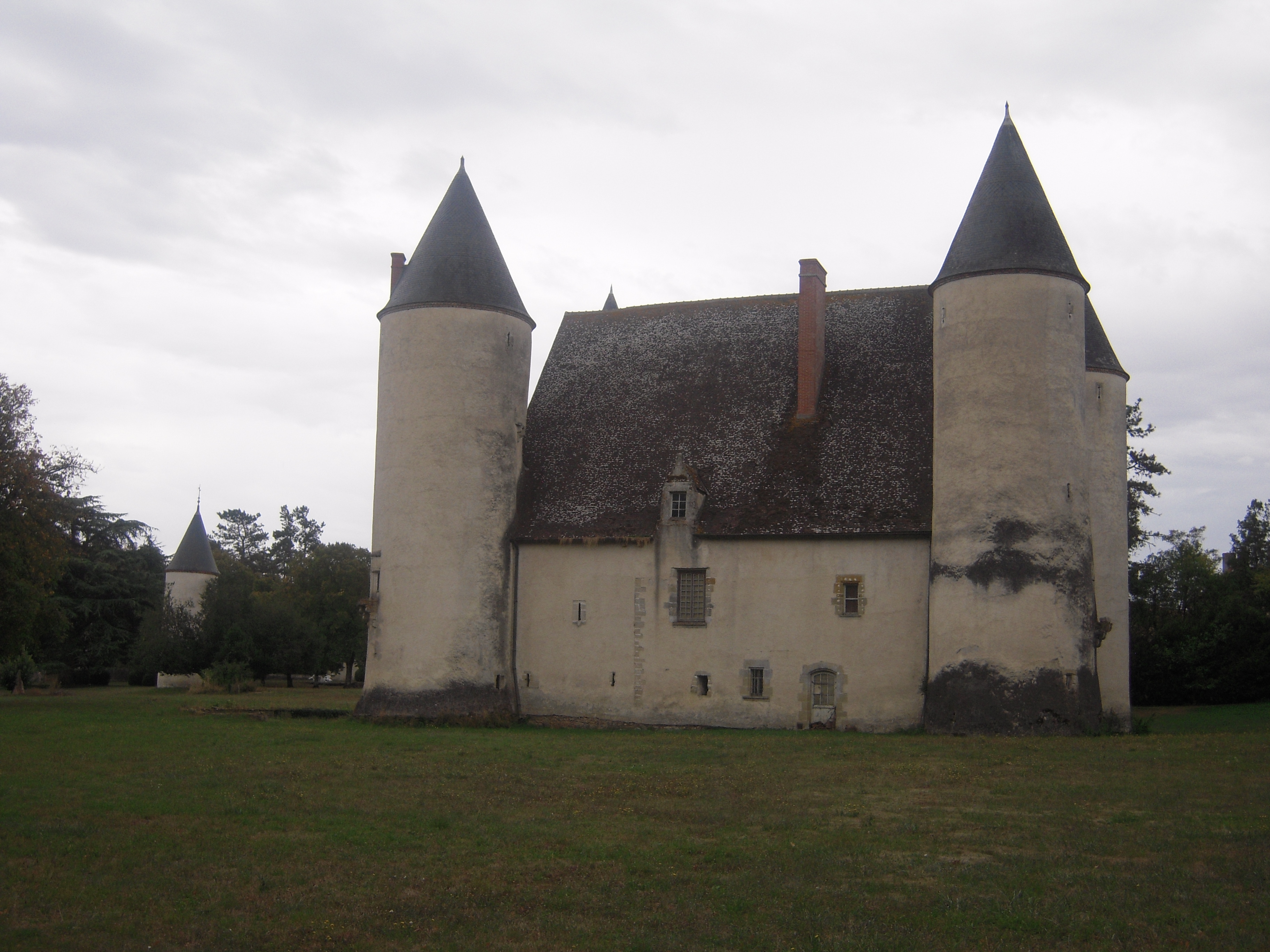
Château vu du nord.
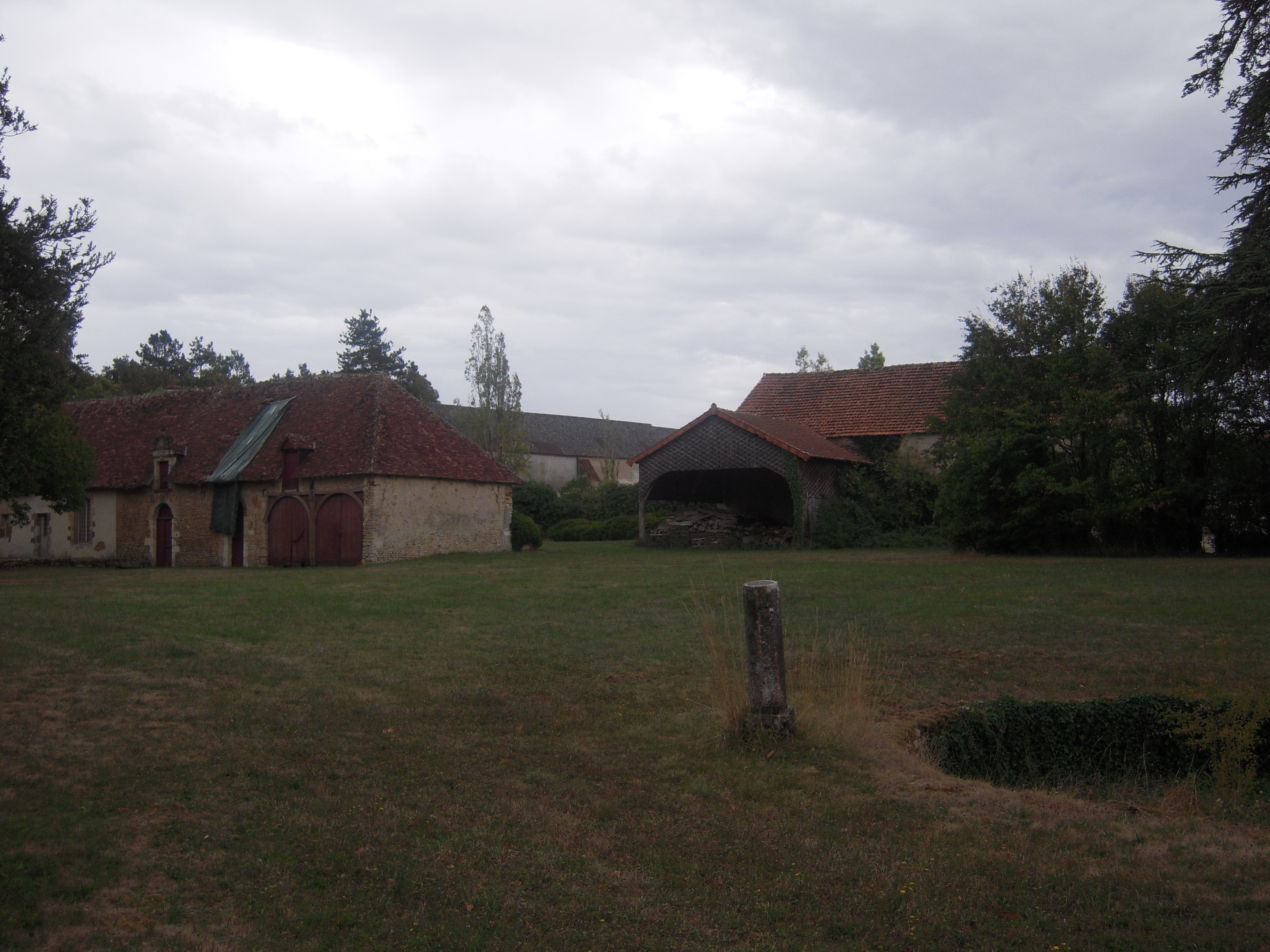
Corps de ferme de la propriété.

## Membres
- La maison du Temple de Châteauroux, dont il ne reste rien aujourd'hui[17].
- Rochegaygne, sur la commune d'Arthon (ancien moulin sur la Bouzanne)
- La maison du Temple de Villepruère, commune de Ménétréols-sous-Vatan, qui resta annexée à la commanderie de l'Ormeteau jusqu'à la Révolution.
- La Motte-aux-Templiers (membre de la commanderie), près de Preuilly, don fait par Raoul de Mehun en 1196, mais dont il ne reste rien aujourd'hui[21].
- Le Chambon (membre de la commanderie), à Sainte-Lizaigne[22]